# Ernie Roth
Ernie Roth (* 7. Juni 1929 in Canton, Ohio; † 12. Oktober 1983), besser bekannt als The Grand Wizard, war ein US-amerikanischer Wrestlingmanager.

## Karriere

### Anfang
Roth war ein großer Wrestling-Fan, aber aufgrund seiner Statur nicht in der Lage, als Wrestler aktiv zu sein. Um aber dennoch im Wrestling Business tätig zu sein, wurde er 1960 Kommentator für Stu Harts Stampede Promotion. Bald darauf wurde er Manager von Magnificent Maurice und „Handsome“ Johnny Barend in Columbus. Als Mr. Clean trug er eine Glatze mit Ohrringen. Roth trat auch bei 6 Man Tag Team Matches an.

### Big Time Wrestling (1965–1970)
1965 ging er nach Detroit zu Big Time Wrestling und legte sich den Namen Abdullah Farouk zu. Der Grund für die Namensänderung war der Managementauftrag für den Sheik Ed Farhat. Dieser war Promoter von Detroit und sprach kein Wort Englisch, weshalb er einen Manager brauchte. 
Sheik und Farouk hatten in dieser Zeit eine besondere Fehde mit  Bobo Brazil.

### Worldwide Wrestling Federation
1970 ging Roth mit dem Sheik in die WWWF. Das Debüt war gegen Bruno Sammartino. Vince McMahon Sr. fand Gefallen an Roth und bot ihm einen Full-Time-Vertrag an. Ernie Roth ging daraufhin zur WWWF und wurde zum Grand Wizard, einem Comic-artigen Heel Manager. In der WWWF trat der Grand Wizard niemals körperlich in Aktion, durch seine Interviews schuf er sich seinen Status. Am 1. Dezember 1973 konnte der Grand Wizard mit Stan Stasiak den WWWF Heavyweight Championship für kurze Zeit erringen. Der Grand Wizard war auch Manager von Jimmy Valiant, Luke Graham, Mark Lewin, King Curtis und Don Muraco. Am 30. April 1977 konnte er mit „Superstar“ Billy Graham den Titel wiedergewinnen. Zusammen drawten sie sehr gut im Madison Square Garden. Sie schafften es auch so zur ersten langfristigen Titelregentschaft eines Heels. Ein Jahr später verloren sie den Titel an Bob Backlund.

### Intercontinental Title Division
Die nächsten 5 Jahre war der Grand Wizard Manager von Pat Patterson, Greg Valentine, Ken Patera und Don Muraco in der Intercontinental Title Division. Er managte auch Wrestler wie Blackjack Mulligan, Jerry Blackwell, Ernie Ladd, Ox Baker, Bobby Duncum Sr., Sgt. Slaughter und Stan Hansen.

### Tod
Am 12. Oktober 1983 erlag Ernie Roth einem Herzinfarkt im Alter von 54 Jahren. Bei den nächsten TV-Tapings hatte Sgt. Slaughter ein Match, er salutierte dabei in eine leere Ringecke, den Fans wurde damals aber nicht mitgeteilt, dass Roth verstorben war. Später gab es einige Tribute in den WWF Sendungen. Danach wurde er als der beste Manager der Wrestlinggeschichte angesehen und schaffte es 1995 in die WWF Hall Of Fame.

## Titel und Ehrungen
- World Wrestling Entertainment

- WWE Hall of Fame 1995

## Schauspieler
1985 spielte er im Film I Like to Hurt People eine Rolle.